# Cyclostremiscus hendersoni
Cyclostremiscus hendersoni is een slakkensoort uit de familie van de Tornidae. De wetenschappelijke naam van de soort is voor het eerst geldig gepubliceerd in 1927 door Dall.